# Acronicta albiorbis
Acronicta albiorbis là một loài bướm đêm trong họ Noctuidae.